# Сем Пекинпо
Сем Пекинпо (енгл. Sam Peckinpah; IPA: ), правим именом Дејвид Самјуел Пекинпо (енгл. David Samuel Peckinpah; Фрезно, 21. фебруар 1925 — Инглвуд, 28. децембар 1984) је био амерички филмски редитељ и сценариста, најпознатији по епском вестерну Дивља хорда из 1969. Успех Дивље хорде сврстао је Пекинпоа међу „најеминентније америчке редитеље, а приказ насиља у комбинацији успореног покрета и мајсторски оркестриране монтаже постао је нормативни поступак за приказ насиља у филму уопште.“